# Gråhuvad duva
Gråhuvad duva (Leptotila plumbeiceps) är en fågel i familjen duvor inom ordningen duvfåglar.

## Utseende
Gråhuvad duva är en 25 cm lång duva. Den har grått på huvud och hals, den senare med purpurglans. Pannan och strupen är vitaktig. Resten av ovansidan är olivbrun, medan undersidan är skäraktig, mot buken vit. Stjärten är brett vitspetsad. Näbben är svart och benen röda. Unga fåglar saknar det gråa på huvudet och har beigefärgade kanter på ryggfjädrarna.

Chan Chich Lodge, Belize.

## Utbredning och systematik
Gråhuvad duva delas in i två underarter med följande utbredning:
- Leptotila plumbeiceps plumbeiceps – sydöstra Mexiko till västra Costa Rica och västra Colombia
- Leptotila plumbeiceps notia – västra Panama
- Leptotila plumbeiceps malae – förekommer i Panama, i Stillahavssluttningen (södra Veraguas och västra Herrera), samt Cébaco-ön
- Leptotila plumbeiceps battyi – förekommer på Isla Coiba utanför Panama

Vissa behandlar underarterna malae och battyi tillsammans som den egna arten Leptotila battyi.

## Levnadssätt
Gråhuvad duva bebor skogar, uppvuxen ungskog och kakaoplantage. Den ses vanligen enstaka eller i par, födosökande på marken efter frukt, frön och små ryggradslösa djur. Fågeln häckar i ett bo av kvistar i ett träd. Den lägger två vita ägg som ruvas i 14 dagar. Efter ytterligare 15 dagar är ungarna flygga.

## Status och hot
IUCN bedömer hotstatus för plumbeiceps och notia samt battyi och malae var för sig, livskraftig respektive sårbar.